# Spoorlijn Bratislava – Marchegg
De spoorlijn Bratislava - Devínska Nová Ves - Marchegg (ÖBB) (in de dienstregeling vermeld als lijn nummer 100) is een internationale spoorlijn die op het Slowaakse grondgebied zowel geëlektrificeerd als dubbelsporig is. De lijn verbindt (over een afstand van 18,758 km) de hoofdstad Bratislava via Devínska Nová Ves met de Oostenrijkse gemeente Marchegg. De hoogst toegelaten snelheid bedraagt 120 km per uur.
In het verlengde van deze lijn ligt -op Oostenrijks grondgebied- de spoorlijn naar Wenen.

## Geschiedenis

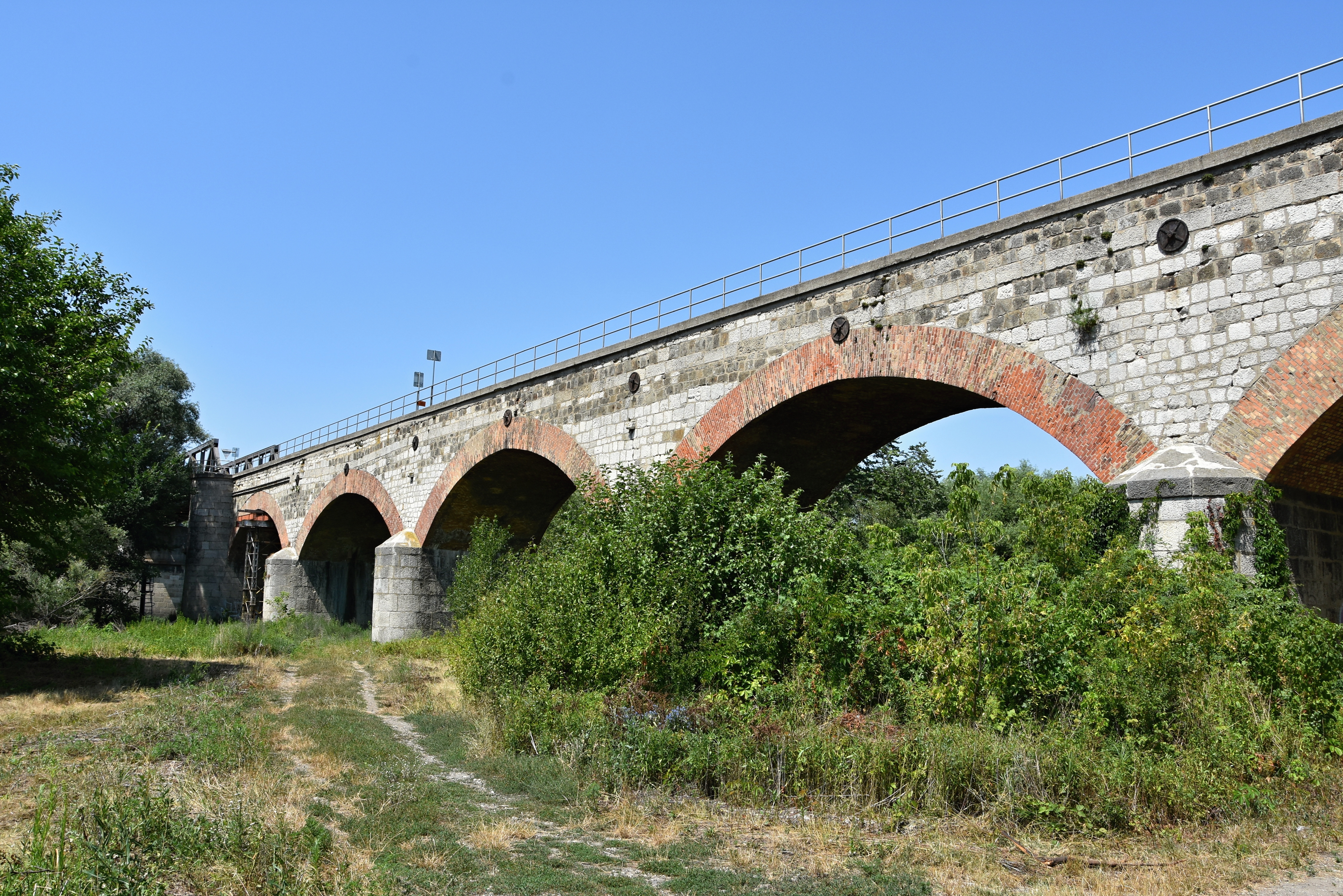
Brug over de rivier: Morava (474 meter).

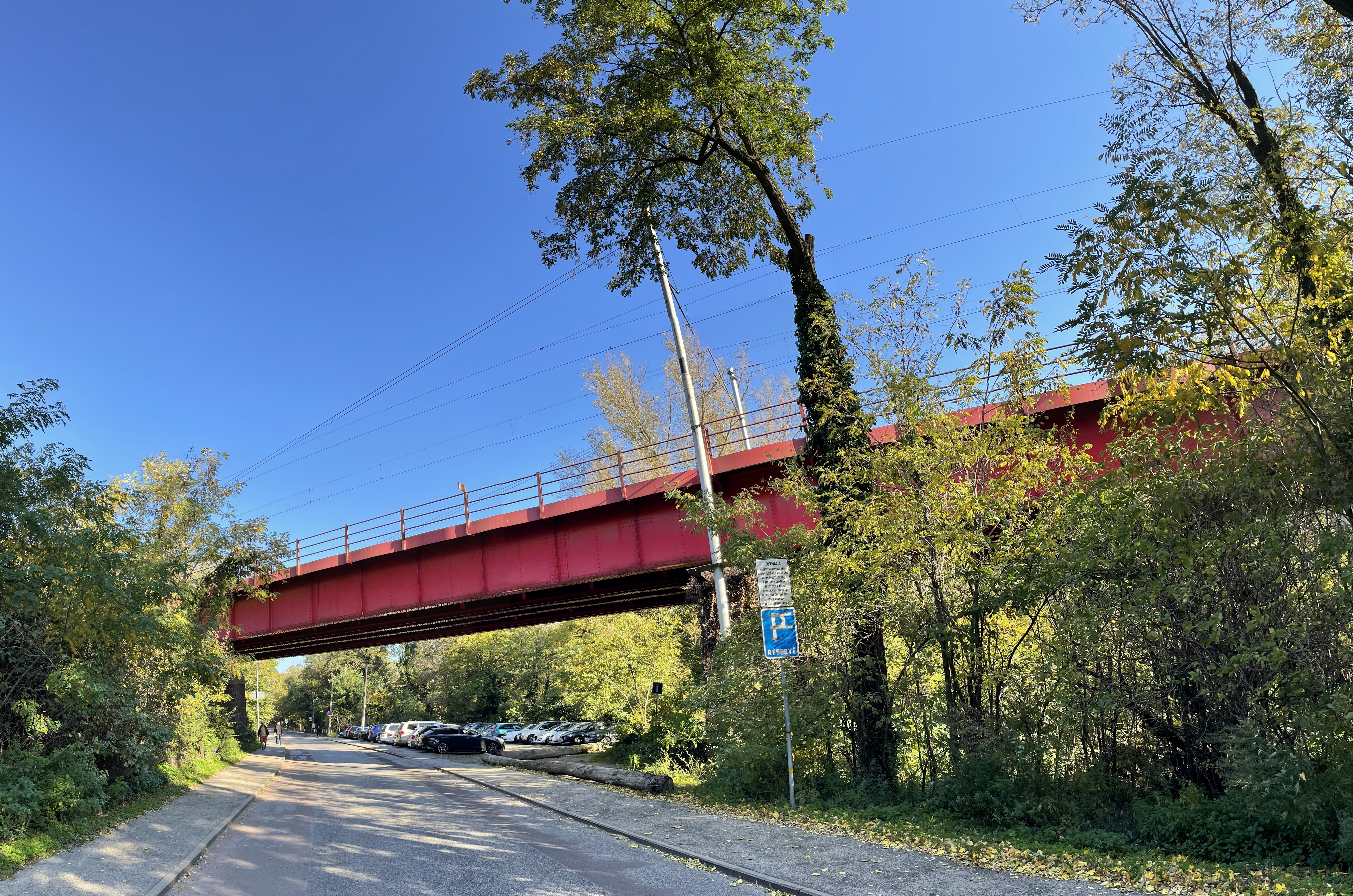
Rode brug Červený most (215 meter) in Bratislava.

Reeds in 1836 had men de bedoeling een spoorweg aan te leggen tussen Wenen (Oostenrijk) en Pest (Hongarije).
In 1838 begonnen de werkzaamheden voor de bouw van een dergelijke lijn via de Hongaarse stad Győr. Maar de aanleg van een gelijkaardige lijn via Marchegg en Bratislava was reeds eerder aangevangen.
De rivaliteit tussen de beide constructeurs resulteerde uiteindelijk in het faillissement van het consortium dat de spoorweg via Győr bouwde.
De belangrijke verbinding van Wenen naar Pest, met een verlenging naar Debrecen (Hongarije) (Tisza-spoorweg), zou ingevolge de teloorgang van de lijn via Győr definitief via Bratislava en Zuid-Slowakije lopen.
Op het traject Wenen-Marchegg-Bratislava dienden verscheidene kunstwerken gebouwd, zo onder meer:
- een 474 meter lange brug over de Morava,
- een sleuf nabij Lamač,
- een 215 meter lange en 17 meter hoge brug Červený most in Bratislava[2], en
- een 703,6 meter lange tunnel aan de inrit van Bratislava.

De spoorlijn werd voltooid op 10 augustus 1848 en ze was de eerste op het grondgebied van het huidige Slowakije. Na de aanleg van het traject Bratislava - Vác (Hongarije) verbond ze (vanaf 16 december 1850) de Oostenrijkse hoofdstad Wenen met de Hongaarse hoofdstad Boedapest. Ze werd één van de belangrijkste lijnen in Koninklijk Hongarije en nadien in Oostenrijk-Hongarije. Onder meer de bekende internationale trein Oriënt-Express reed langs deze lijn.

## Stations, haltes en kunstwerken
- Vertakking:
  - lijn 120 (Bratislava – Žilina),
  - lijn 130 (Bratislava – Štúrovo),
- Bratislava hlavná stanica
  - Lamač-tunnel[3]
- Železná studienka[3]
- Bratislava-Lamač[3]

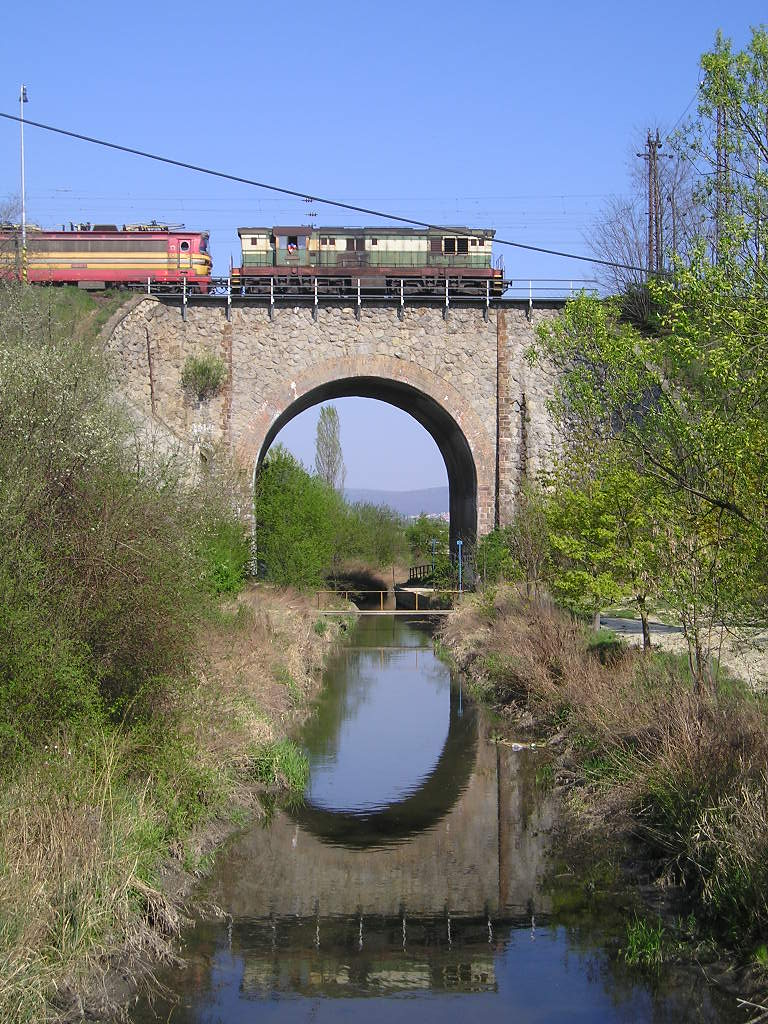
Brug over de waterloop Mláka (Devínska Nová Ves).

- Devínska Nová Ves zastávka (halte)[3]
- Devínska Nová Ves (station)[3]
  - vertakking naar lijn 110 (Bratislava – Kúty – Břeclav) (Tsjechië)[3]
  - Grensovergang Slowakije - Oostenrijk
- Marchegg (ÖBB)

## Externe koppeling
- (sk)  (en)  Dienstregeling Slowaakse Spoorwegen
- (sk)  160 jaar spoorlijn van Gänserndorf naar Bratislava
- (sk)  Spoorlijn ŽSR-100 alias Marchegger Ostbahn: Beschrijving van het gedeelte tussen de staatsgrens en Wenen (Vlaky.net)
- (sk)  Spoorlijn ÖBB-910 alias Marchegger Ostbahn: Beschrijving van het gedeelte tussen de staatsgrens en Wenen (Vlaky.net)
- (sk)  Spoorlijn ŽSR-100: Bratislava - Devínska Nová Ves - Marchegg (Vlaky.net)